# Rudolf Kilian Weigand
Rudolf Kilian Weigand (* 12. August 1955 in Gerolzhofen) ist ein deutscher germanistischer Mediävist.

## Leben
Nach dem Abitur 1975 am Wirsberg-Gymnasium Würzburg war er von 1975 bis 1977 Soldat auf Zeit bei der Bundeswehr (Ausbildung zum Reserveoffizier). Von 1977 bis 1982 studierte er die Fächer Deutsch, Geschichte, Erdkunde und Recht an der Universität Würzburg (1983: wissenschaftliche Prüfung für das Lehramt an Gymnasien in Bayern in den Fächern Deutsch, Geschichte und Erdkunde). Von 1983 bis 1987 studierte er Germanistik und Geschichte an der Universität Eichstätt. Nach der Promotion 1987 zum Dr. phil. an der Sprach- und Literaturwissenschaftlichen Fakultät (SLF) der Universität Eichstätt und der Habilitation 1994 im Fach „Deutsche Philologie – Ältere deutsche Literaturwissenschaft“ an der SLF der Universität Eichstätt wurde er dort 2001 außerplanmäßiger Professor und Direktor und Leiter der Forschungsstelle für geistliche Literatur des Mittelalters.
Seine Forschungsschwerpunkte sind Enzyklopädien des Mittelalters (Vinzenz von Beauvais Speculum maius; Thomas von Cantimprè Liber de naturis rerum), Überlieferung und Struktur literarischer Großformen (Renner des Hugo von Trimberg, Malogranatum), Überlieferung und Realitätsbezug hochmittelalterlicher Lyrik (Walther von der Vogelweide, Otto von Botenlouben, Süßkind von Trimberg), Lebenswelt des Rittertums, insbesondere der Überschneidungsbereich von Recht und Literatur im Mittelalter (v. a. am Beispiel Hartmanns von Aue und des Nibelungenliedes) und mittelalterliche Predigt, v. a. Predigt als Massenmedium.

## Schriften (Auswahl)
- Vinzenz von Beauvais. Scholastische Universalchronistik als Quelle volkssprachiger Geschichtsschreibung. Hildesheim 1991, ISBN 3-487-09455-X.
- Der „Renner“ des Hugo von Trimberg. Überlieferung, Quellenabhängigkeit und Struktur einer spätmittelalterlichen Lehrdichtung. Wiesbaden 2000, ISBN 3-89500-202-X.
- mit Robert Luff (Hrsg.): Mystik – Überlieferung – Naturkunde. Gegenstände und Methoden mediävistischer Forschungspraxis. Tagung in Eichstätt am 16. und 17. April 1999, anläßlich der Begründung der „Forschungsstelle für Geistliche Literatur des Mittelalters“ an der Katholischen Universität Eichstätt. Hildesheim 2002, ISBN 3-487-11805-X.
- mit Regina D. Schiewer (Hrsg.): Meister Eckhart und Augustinus. Stuttgart 2011, ISBN 978-3-17-020813-1.
- mit Jens Haustein, Regina D. Schiewer, Martin Schubert (Hrsg.): Traditionelles und Innovatives in der geistlichen Literatur des Mittelalters. Stuttgart 2019 (Meister-Eckhart-Jahrbuch, Beiheft 7).
- Thomas von Cantimpré, ›Liber de naturis rerum‹. Kritische Ausgabe der Redaktion III (Thomas III) eines Anonymus, Band 2: Übersetzung. Erarbeitet von Janine Déus und Dagmar Gottschall, hg. von Rudolf Kilian Weigand (= WILMA 54.2), Wiesbaden 2021, ISBN 978-3-7520-0645-2 (Print), ISBN 978-3-7520-0196-9 (E-Book).